# Canuto de Jórvik
Canuto (nórdico antiguo: Knútr) (m. 900) jarl y soberano vikingo de Jórvik y el reino de Northumbria (que se diferenciaba en aquel momento del reino vikingo de York) de 899 a 900. Su nombre indica una procedencia danesa y vínculos con la realeza, posiblemente se asentó en Inglaterra cuando la casta de Gorm el Viejo asumió el trono de Dinamarca.
Canuto posiblemente gobernó en diarquía con Jarl Sichfrith e intentó imponerse a los anglosajones. Su reinado es conocido gracias a las monedas que se encontraron en el tesoro de Cuerdale en Lancaster (1840). Canuto es expulsado al año de reinar por Æthelwald de Wessex y aunque se supone que tuvo tentación por la conquista del reino de Dublín, habría sido ahogado por un asesino mientras nadaba.